# Pardal-de-cabo-verde
O pardal-de-cabo-verde (Passer iagoensis) é uma ave da família Passeridae.
É uma espécie endémica do arquipélago de Cabo Verde e existe em todas as ilhas à excepção da ilha do Fogo.
Pode ser encontrado numa grande variedade de habitats tais como planícies de lava, penhascos e terras agrícolas, até 1200 m de altitude.
É semelhante ao pardal-doméstico mas ligeiramente mais pequeno, com 12,5 a 13 cm de comprimento e 5,5 a 7 cm de envergadura.
Alimenta-se principalmente de sementes e insectos.

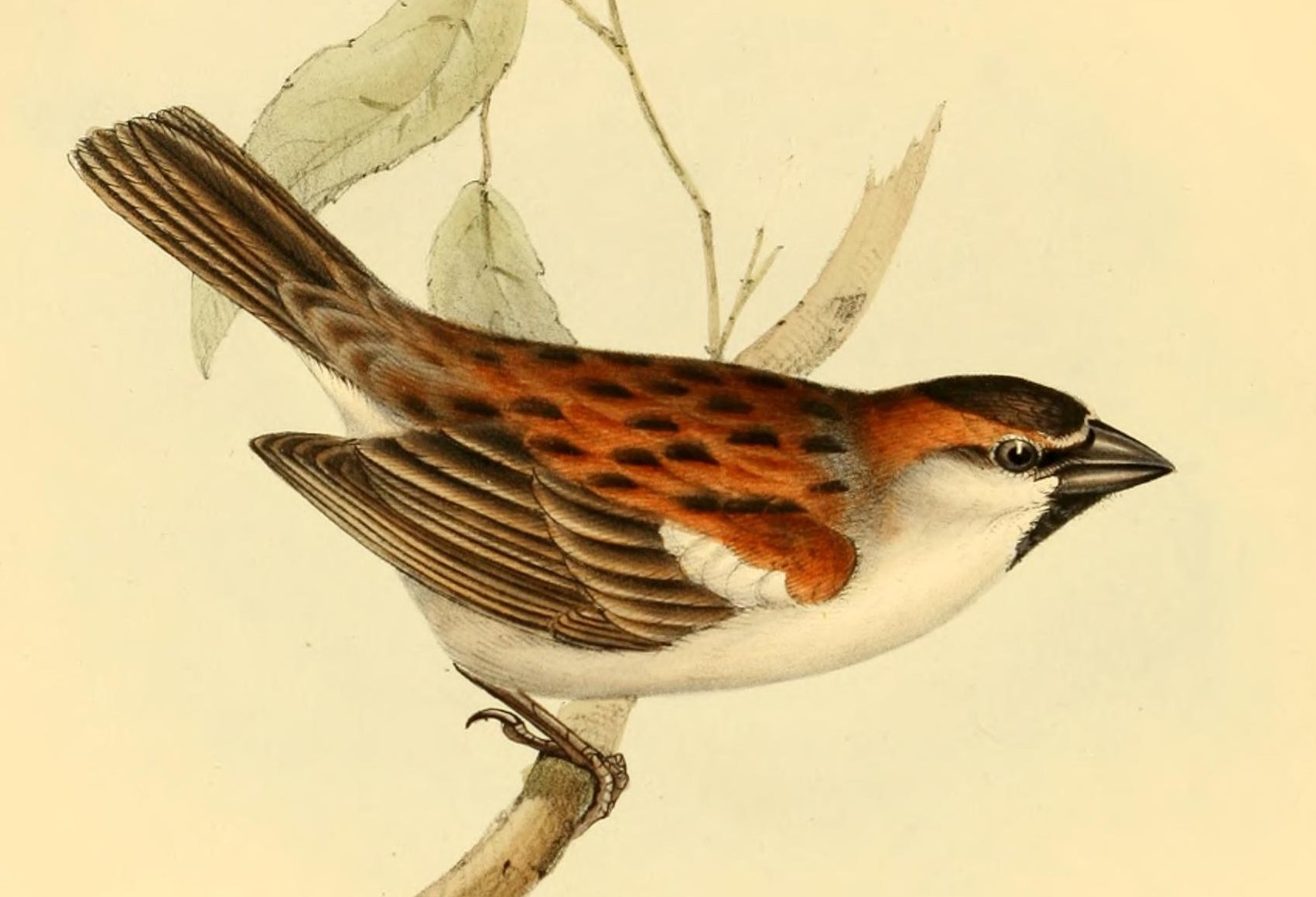
Ilustração de um macho por John Gould